# Södra Vitharu
Södra Vitharu är en ö i Finland. Den ligger i Skärgårdshavet och i kommunen Pargas i den ekonomiska regionen  Åboland i landskapet Egentliga Finland, i den sydvästra delen av landet. Ön ligger omkring 67 kilometer sydväst om Åbo och omkring 190 kilometer väster om Helsingfors. Södra 
Öns area är 1,6 hektar och dess största längd är 230 meter i sydöst-nordvästlig riktning. Det finns inga samhällen i närheten.